# Impulsa México
Impulsa, antes llamado DESEM Jalisco fue fundada en la ciudad de Guadalajara, Jalisco, en septiembre de 1975, como el Patronato para el Desarrollo Empresarial Mexicano, A.C. afiliado a DESEM Nacional, atendiendo el territorio del occidente de México.
Vinculando a directivos y ejecutivos de instituciones bancarias, industriales o comerciales en programas educativos empresariales, quienes dedican parte de su tiempo para asesorar a estudiantes en educación básica, media y superior. Aportándoles ejemplos de la vida real.

## Historia
Históricamente se iniciaron operaciones con estudiantes de educación media como parte del Programa Educativo Empresarial: "Empresarios Juveniles” actualmente Jóvenes Emprendedores el cual atiende educación media superior y superior. La primera empresa patrocinadora fue Industria Fotográfica Interamericana, hoy KODAK la cual aportó espacio en su área administrativa para integrar la oficina que atendería los primeros tres proyectos.
Los costos generados en el inicio fueron cubiertos a través de aportaciones de empresas afiliadas a la asociación, con la supervisión de un Consejo Directivo. presidida por un líder empresarial de la comunidad el Sr. Adolf Horn., desde la fundación de la asociación tomó la responsabilidad económica de la misma.
El programa Jóvenes Emprendedores en 28 años de operaciones ha proporcionado una experiencia educativa empresarial a más de 7,822 estudiantes en educación media superior y superior, en su versión 2008 los ganadores de este certamen fueron los miembros de la empresa juvenil MILÁ con su producto; TERMOTAZA .Integrando 660 programas en 280 instituciones, dónde más del 70% pertenecen al sector público.

## Características
Es un organismo filial de Junior Achievement International, organismo líder en programas de educación empresarial en el mundo, atendiendo a cerca de 4 millones de estudiantes por año en 106 países. Manteniendo la vanguardia en investigaciones y materiales didácticos que se emplean en cursos y proyectos realizados a nivel estatal, nacional e internacional. 
Impulsa es una organización no lucrativa, de la iniciativa privada, que busca inspirar y educar a niños y jóvenes para valorar el sistema de economía de mercado, comprender el funcionamiento de la empresa y ser una fuerza de trabajo preparada. 
Trasmite un conocimiento práctico sobre los aspectos que integran a una empresa en un sistema económico, a través de programas educativos empresariales que facilitan la vinculación entre la escuela y las organizaciones. Los recursos económicos se obtienen principalmente por donaciones de empresas y empresarios y en menor escala, a las cuotas que se reciben por la impartición de los cursos. 
Los centros educativos (escuelas y universidades) proporcionan estudiantes e instalaciones.
El evento anual más importante de Impulsa es el FIE, donde emprendedores de Latinoamérica y México se reúnen para competir por los mejores puestos de empresarios, deportes y artistas.